# Úrháza község
Úrháza község (románul: Comuna Livezile) község Fehér megyében, Romániában. Központja Úrháza, beosztott falvai Bedellő, Nyírmező, Torockógyertyános.

## Népessége
A 2011-es népszámlálás adatai alapján a község népessége 1192 fő volt.